# موهبت الهی
موهبت الهی (انگلیسی: Godsend) یک فیلم دلهره‌آور و ترسناک آمریکایی-کانادایی به کارگردانی نیک هام با بازی رابرت دنیرو، ربکا رومین، گرگ کینیر و کامرون برایت محصول سال ۲۰۰۴ است.

## خلاصه داستان
پدر و مادری که کودک خود آدام را بر اثر تصادف رانندگی از دست می‌دهند و با اصرار از یک متخصص علوم پزشکی می‌خواهند فرزندشان را در فرایندی غیرقانونی و پیچیده شبیه‌سازی کند و او را به همان شکل که بود به آنها بازگرداند. این اتفاق می‌افتد، اما آدام ویژگی‌ها و رفتارهای عجیب و غریبی از خود بروز می‌دهد که با شخصیت فرزندشان بسیار متفاوت است. حتی آدام در حالتی خلسه وار خود را به جای آدم‌های دیگر می‌بیند و از مسائل و افرادی صحبت می‌کند که به خاطرات گذشته‌های وی مربوط می‌شود.